# Ушите
Вижте пояснителната страница за други значения на Ушите.
Ушите е проход в Западна България, през който минават пътят между градовете Перник и Радомир и река Струма.